# Pilastru

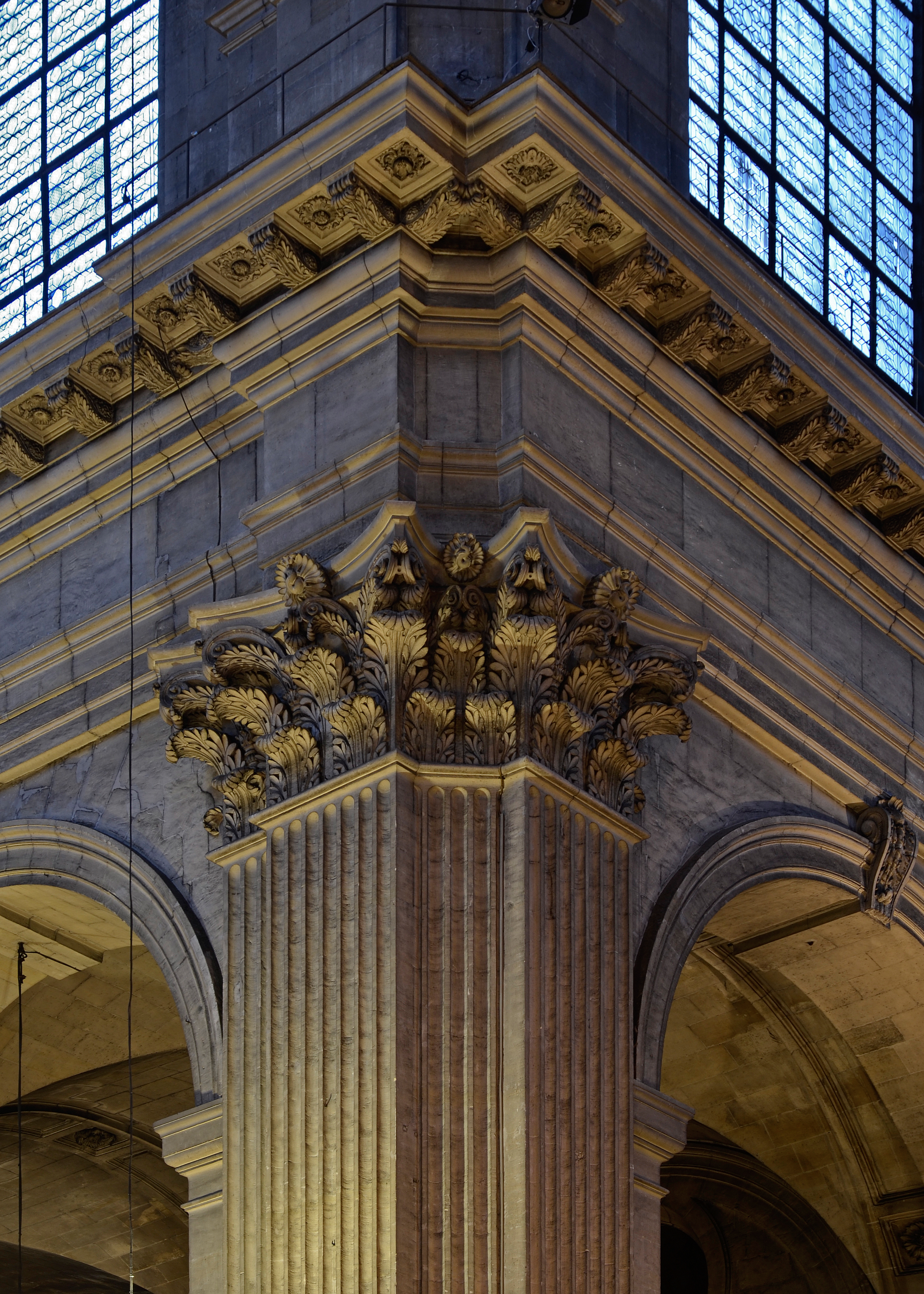
Doi pilaștri corintici din Biserica Saint-Sulpice (Paris)

În arhitectura clasică, un pilastru (plural pilaștri) este un element arhitectural folosit ca să dea aspectul de coloană pe o întindere a unui perete, având doar o funcție ornamentală. E compus dintr-o suprafață plană ridicată de pe suprafața peretelui principal, tratată de obicei ca și cum ar fi o coloană, cu un capitel în partea de sus, soclul (baza) în partea de jos și diferitele alte elemente ale coloanei. Spre deosebire de un pilastru, o coloană angajată sau un contrafort pot să susțină structura unui perete și a unui acoperiș deasupra.

## Definire
Discutând despre folosirea pilastrilor de Leon Battista Alberti, pe care Alberti le-a reintrodus în arhitectura de perete, Rudolf Wittkower a scris: „Pilastrul este transformarea logică a coloanei pentru decorarea unui perete. Poate să fie definit ca o coloană turtită care și-a pierdut valoare tridimensională și tactilă.”
Apare un pilastru cu capitel, și antablament, de asemenea în „basorelief” sau aplatizat de perete. În general, un pilastru repetă adesea toate părțile și proporțiile unei coloane de ordin; cu toate astea, spre deosebire de coloană, un pilastru e de obicei lipsit de entasis.
Pilaștrii apar adesea pe părțile laterale ale cadrului unei uși sau la deschiderea unei ferestre de pe fațada unei clădiri și sunt uneori împerecheați cu coloane sau stâlpi așezați direct în fața lor la o anumită distanță de perete, care susțin acoperișul deasupra, cum e cazul porticurilor. Aceste elemente verticale pot să fie, de asemenea, folosite ca să susțină o arhivoltă încastrată în jurul unei uși. Pilastrul poate să fie înlocuit cu console ornamentale care susțin antablamentul sau un balcon deasupra unei uși.
La fel ca în cazul unei coloane, un pilastru poate să aibă o suprafață simplă sau canelată la profilul său și poate să fie reprezentat în modul numeroaselor stiluri arhitecturale. În timpul Renașterii și perioadei baroce, arhitecții au folosit o serie de forme de pilaștri. La ordinul gigantic, pilaștrii apar înalți de două etaje, legând nivelele într-o singură unitate.
Modul de folosire elementului ăstuia din arhitectura greacă și cea romană a fost adoptat în Renașterea italiană, a câștigat o popularitate largă în arhitectura neogreacă și continuă să fie văzut la unele exemplare de arhitectură modernă.
Pilasterul este denumit frecvent și un element arhitectural nonornamental, portant în arhitectura nonclasică, unde o sarcină structurală trebuie să fie transportată de un perete sau o coloană lângă un perete iar peretele se îngroașă astfel încât să se potrivească cerințelor sale structurale.

## Galerie

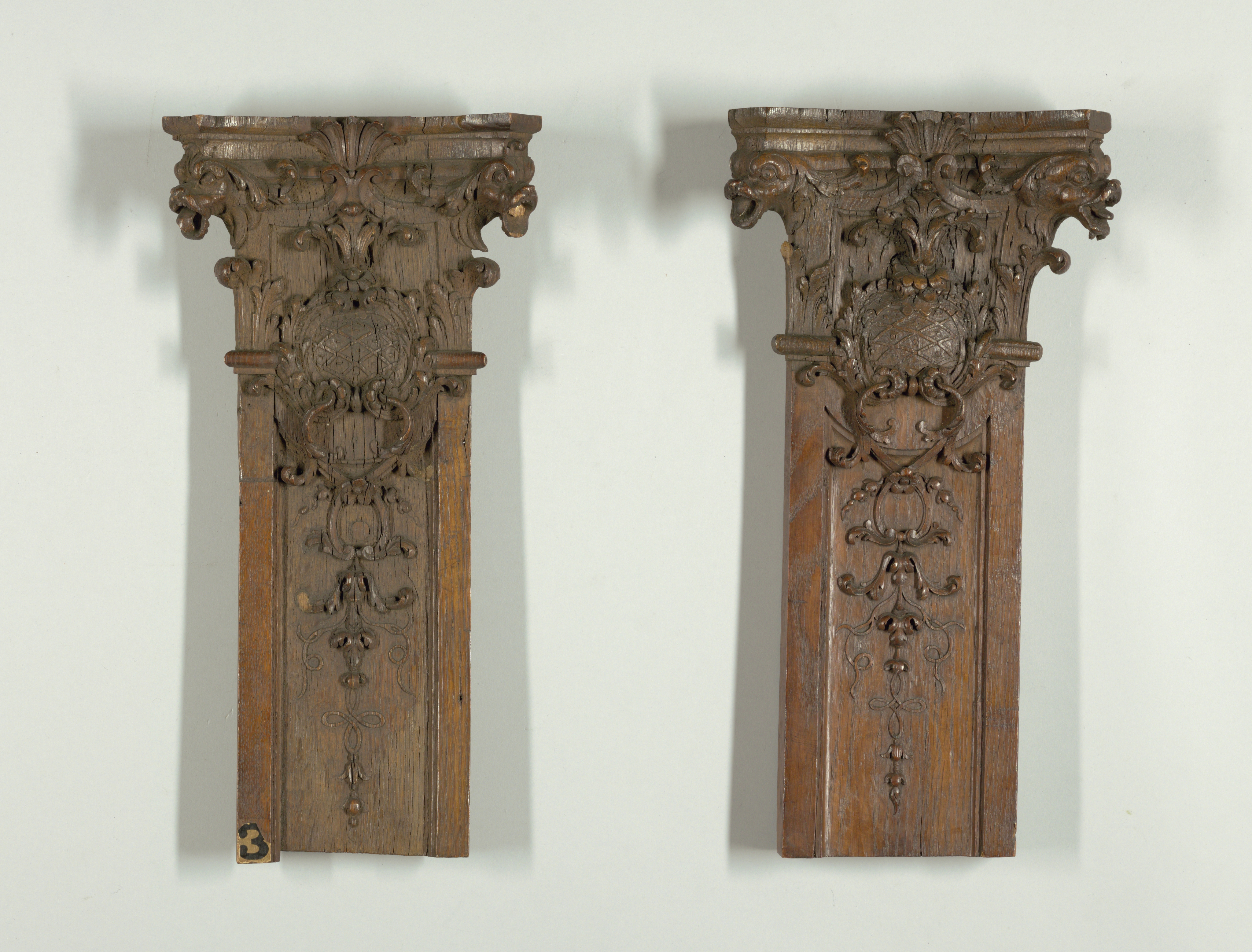
Două fragmente de pilaștri francezi, făcuți din stejar, în Cooper Hewitt, Smithsonian Design Museum (New York City)
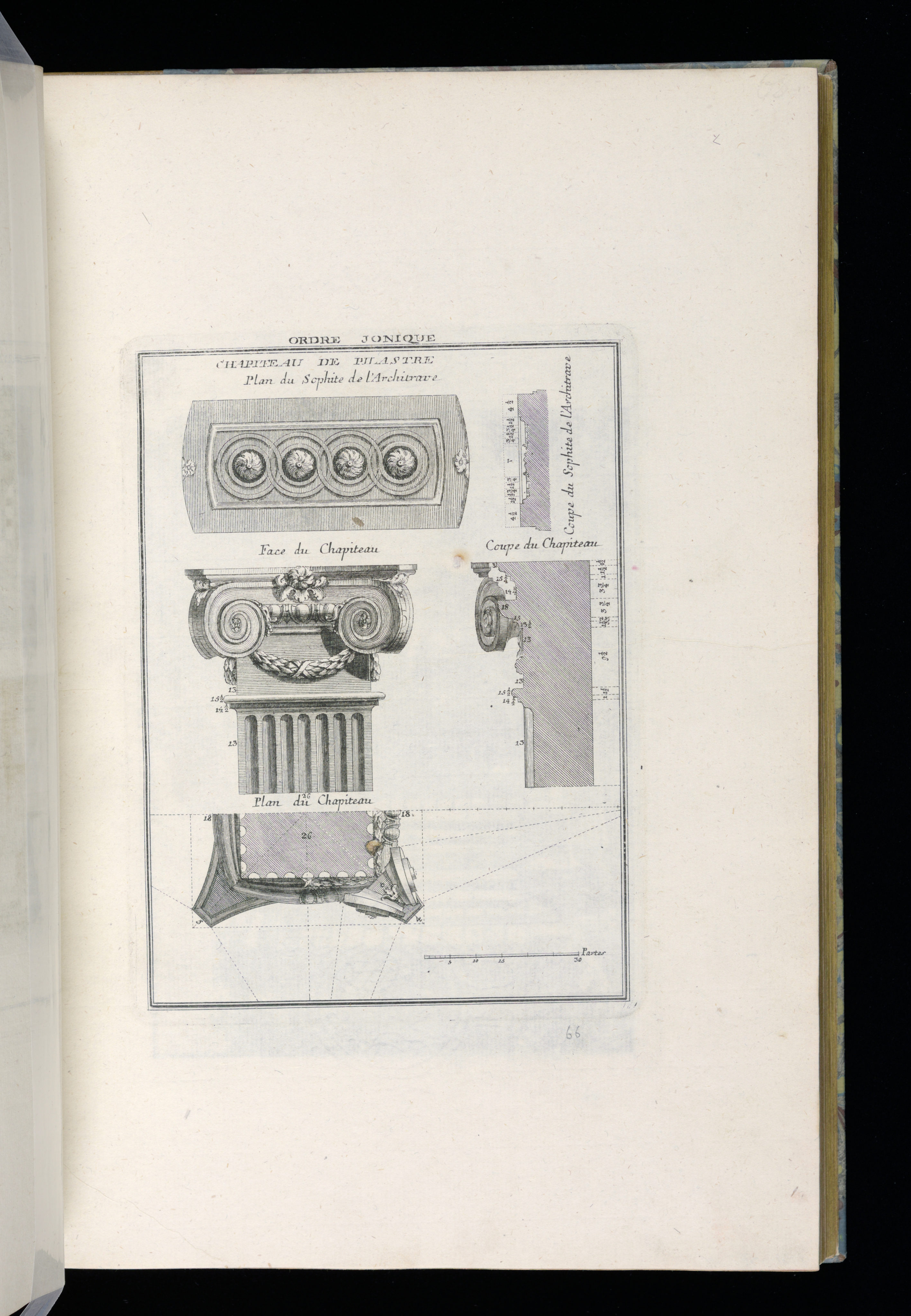
Ilustrații de pilaștri ionici cu festoane pe capitelurile lor, din Germania, în Cooper Hewitt, Smithsonian Design Museum
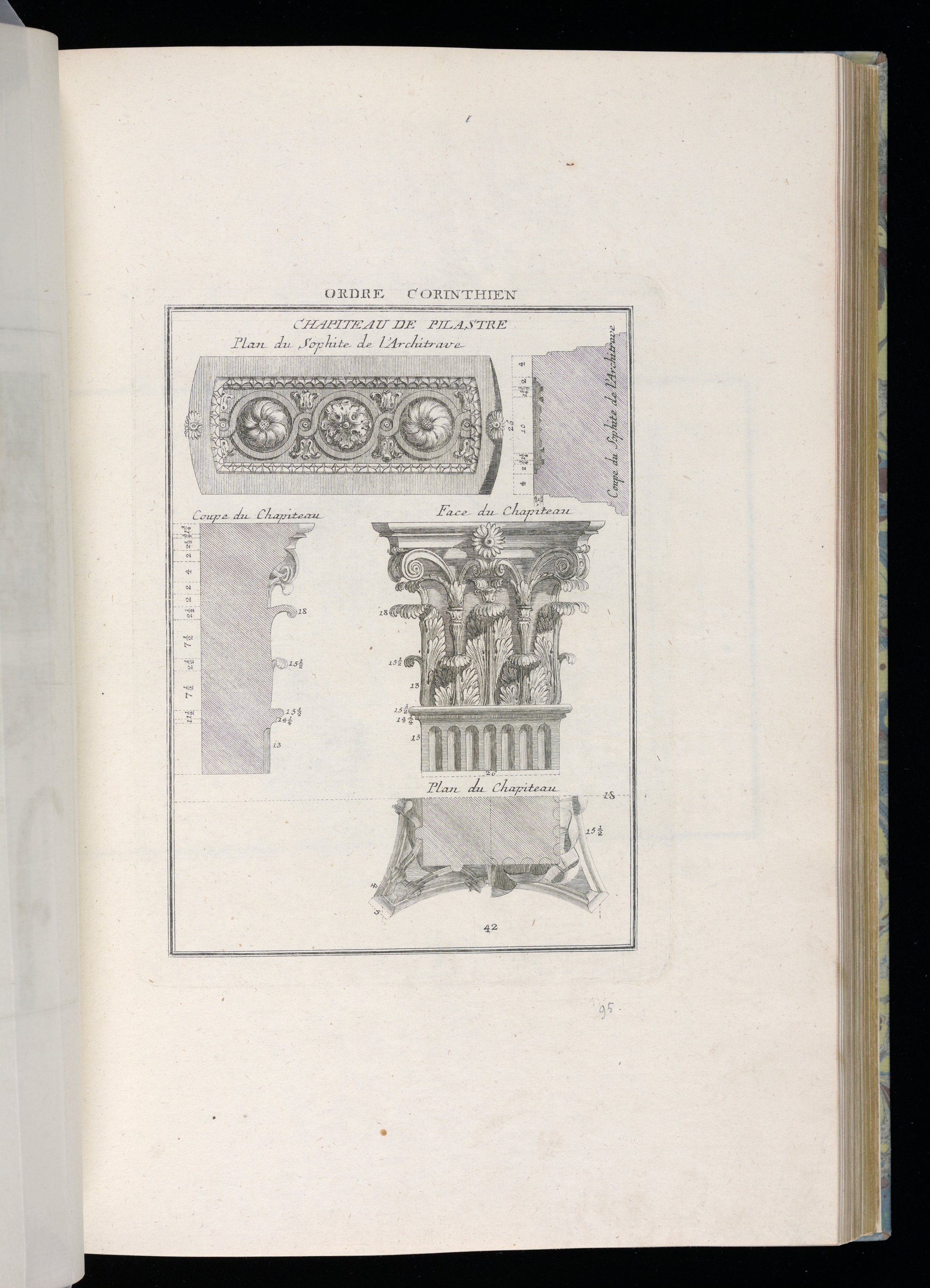
Ilustrații de pilaștri corintici, din Germania, în Cooper Hewitt, Smithsonian Design Museum
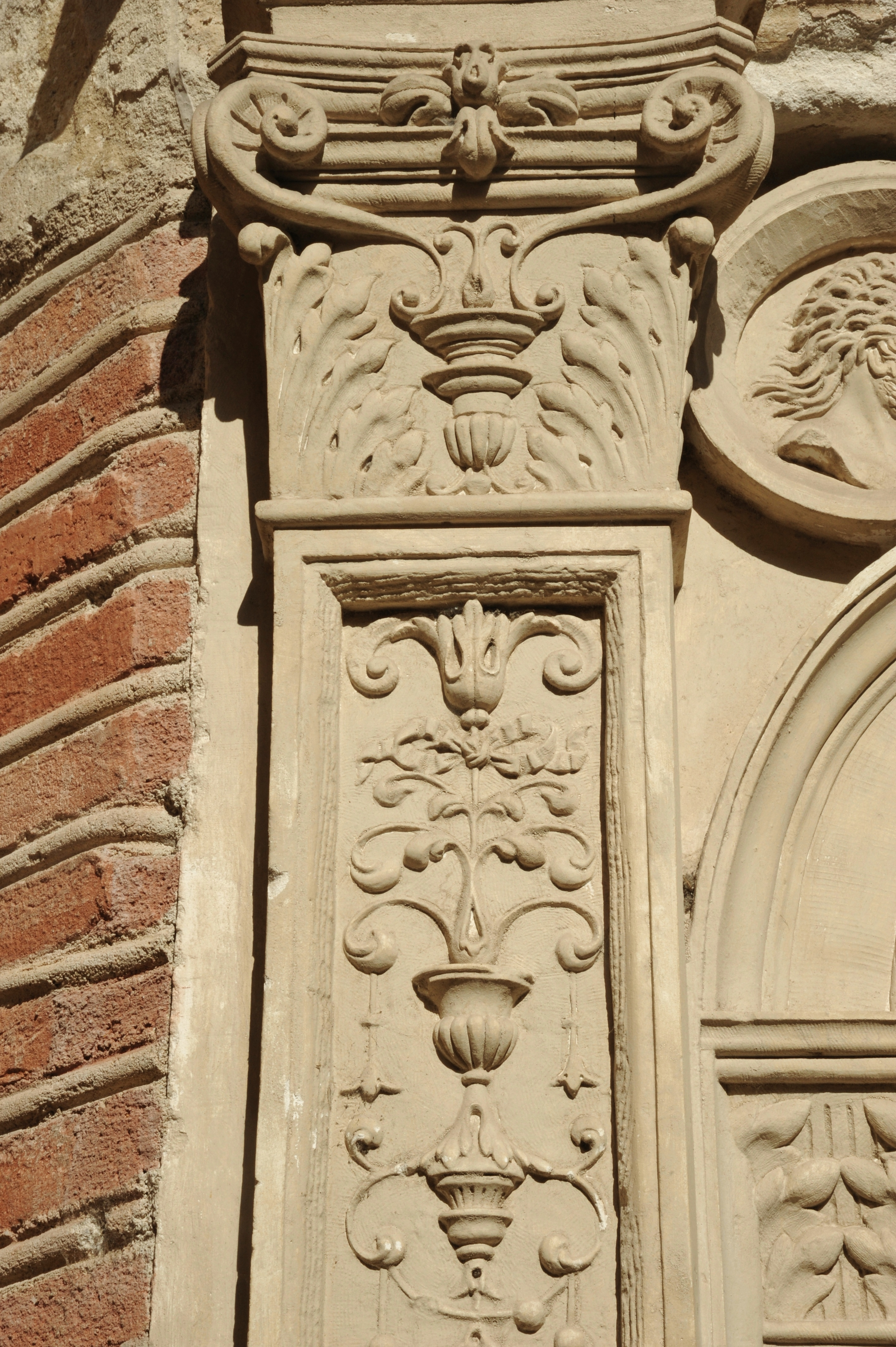
Parte a unui pilastru corintic renascentist de pe Hôtel du Vieux-Raisin (Toulouse, Franța)
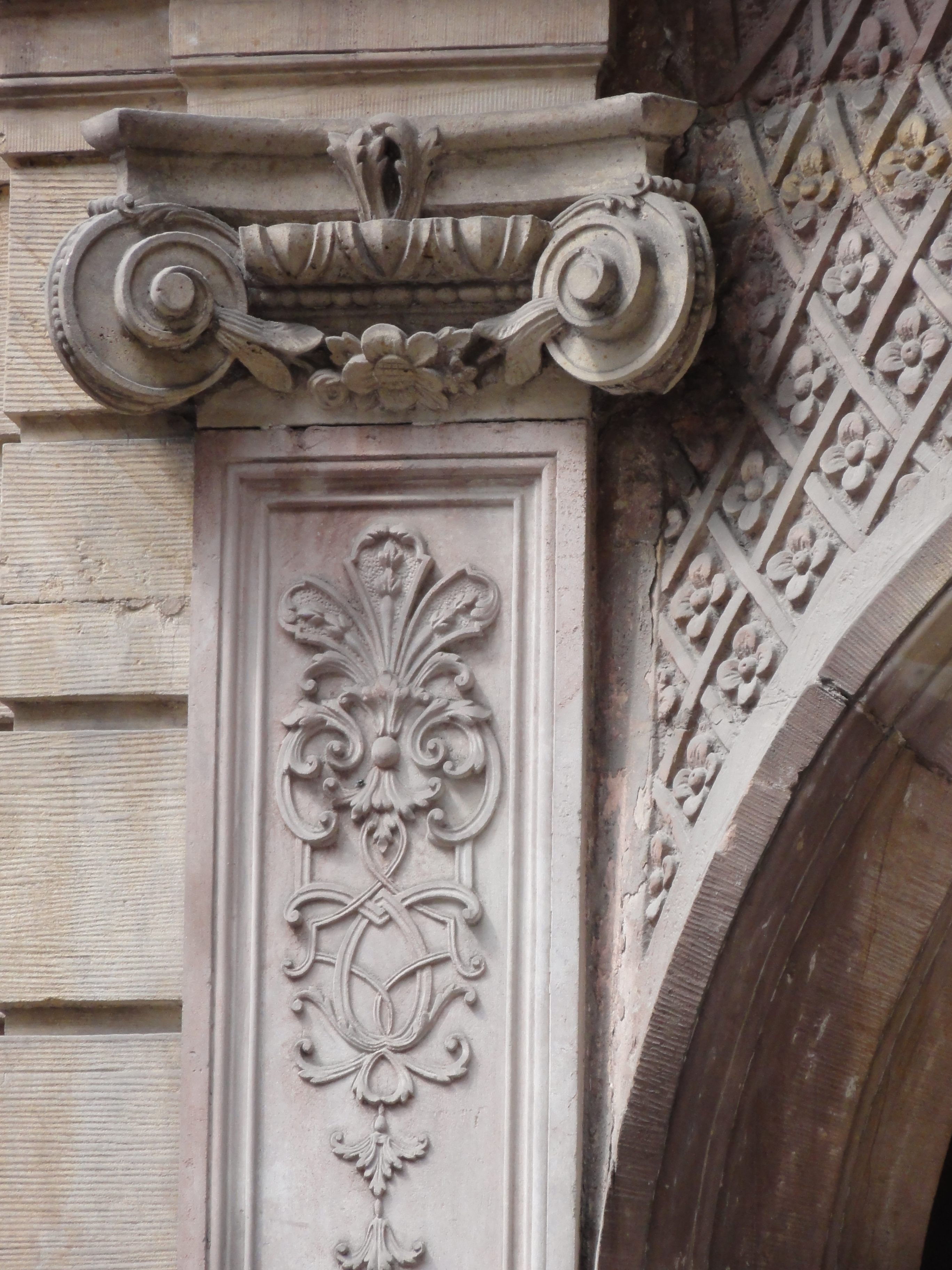
Pilastru din Strasbourg (Franța), fiind renascentist și în stilul Ludovic al XIV-lea în același timp
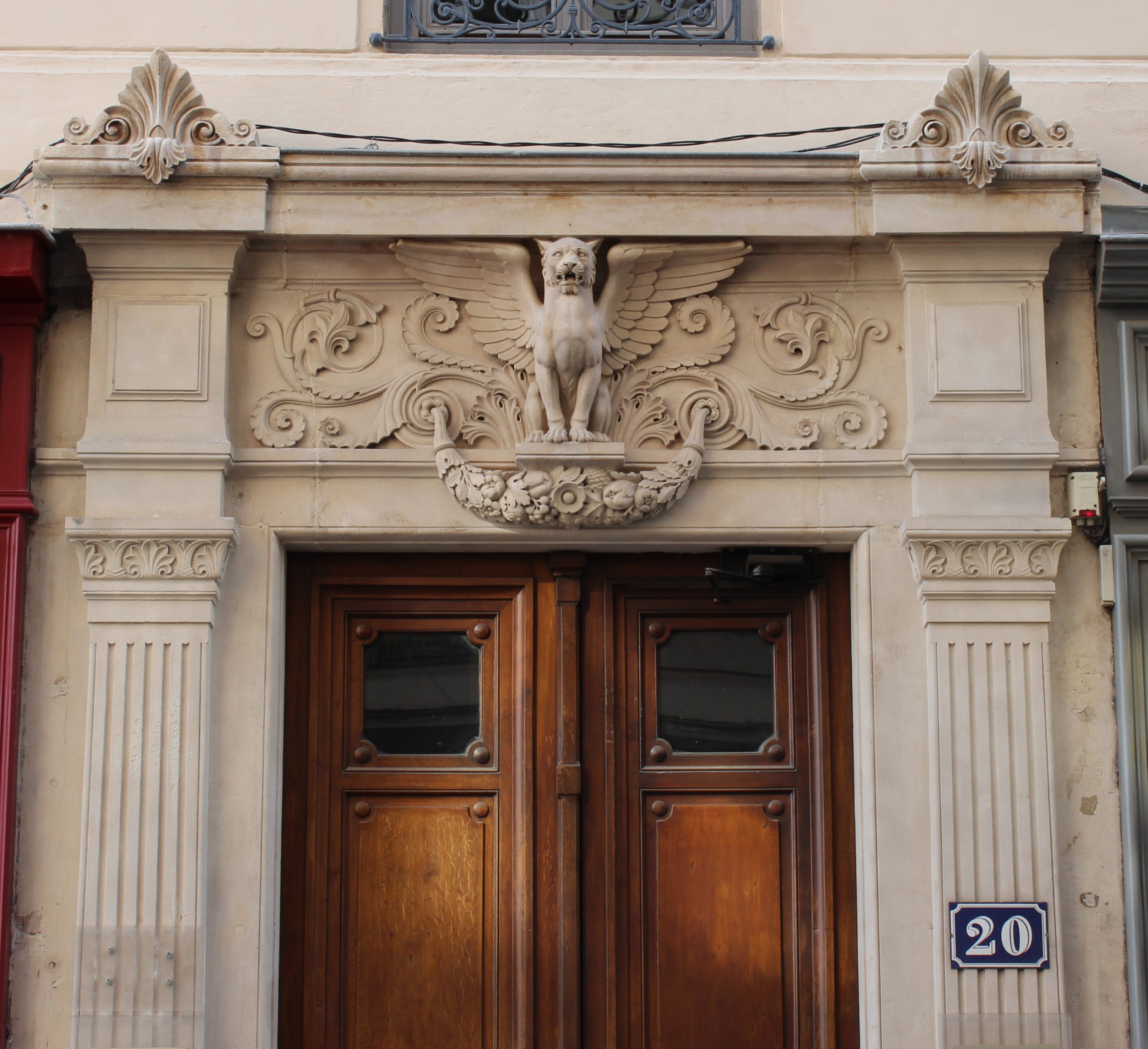
Doi pilaștri între care e o ușă, în Lyon (Franța)
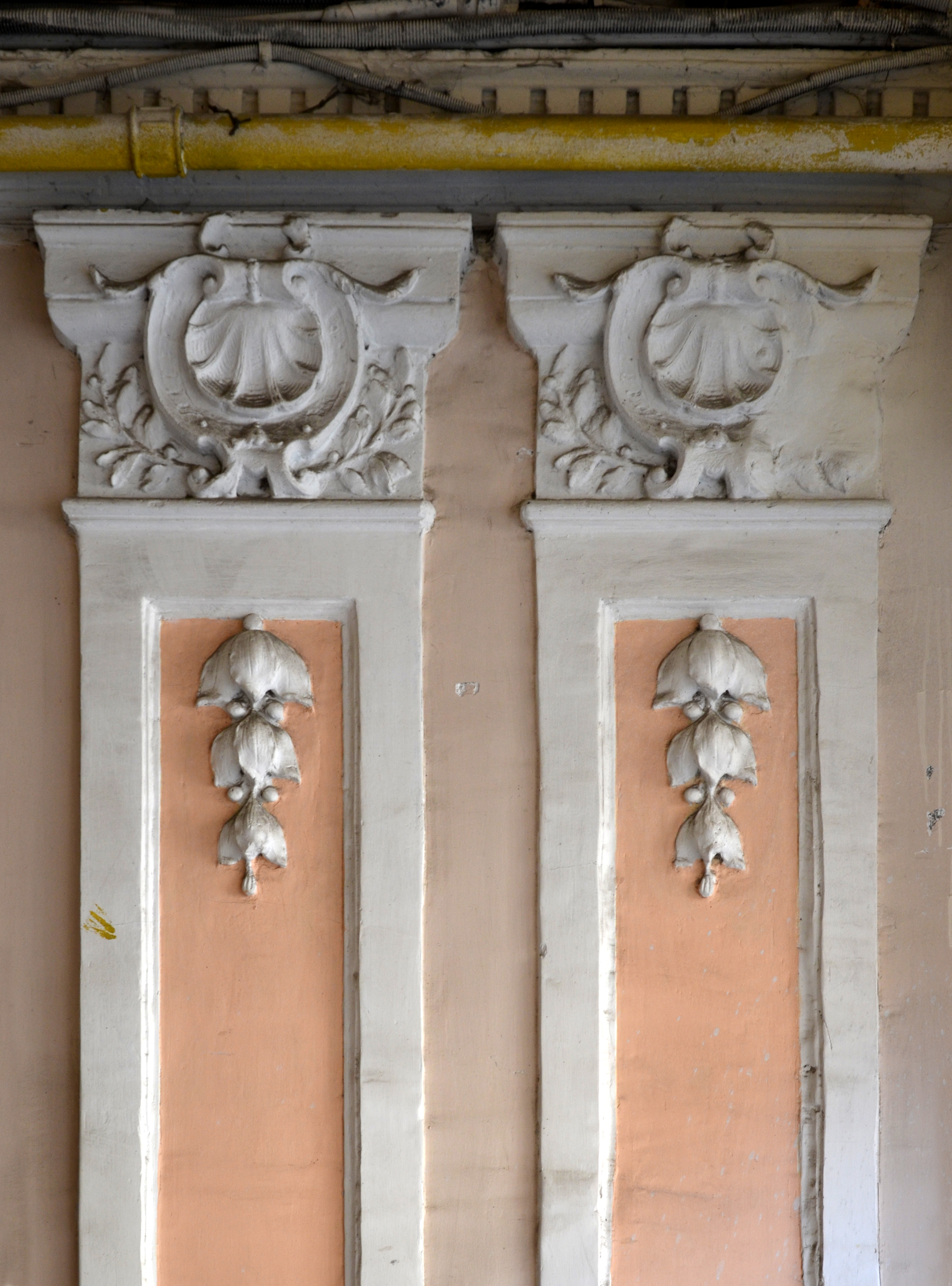
Doi pilaștri din Liov (Ucraina)
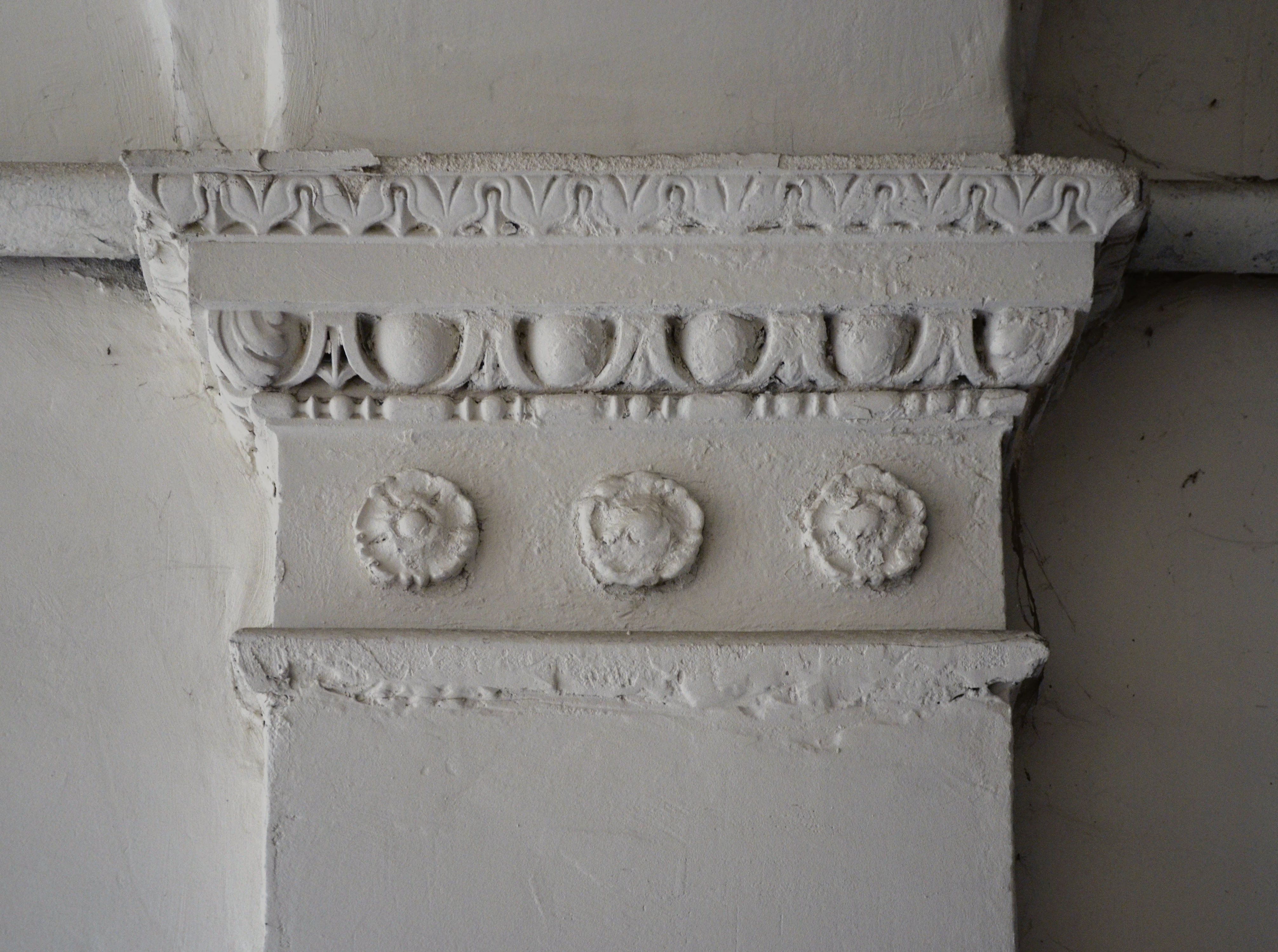
Capitel al unui pilastru doric din Liov
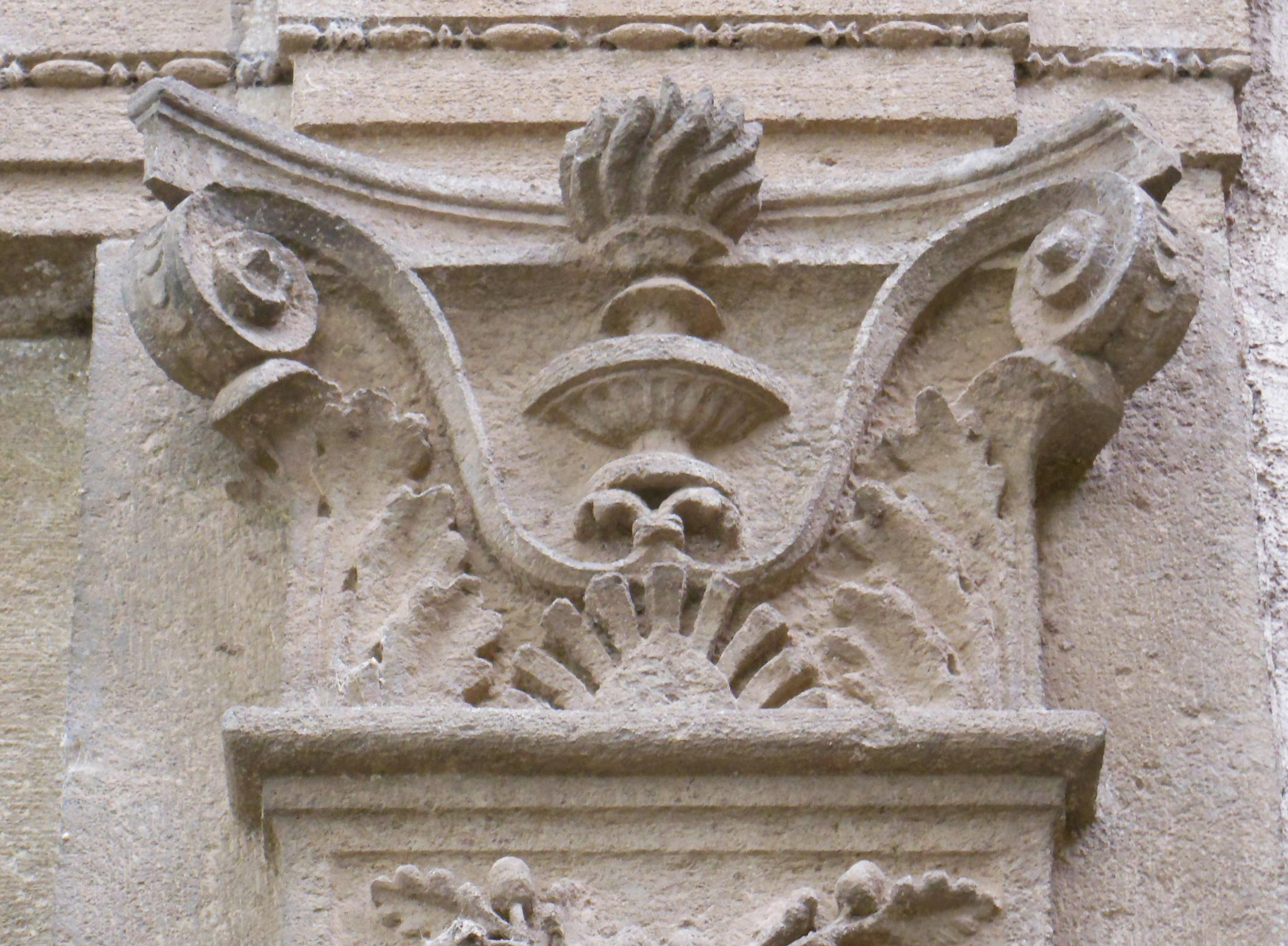
Capitelul unui pilastru din Grottaferrata (Italia)
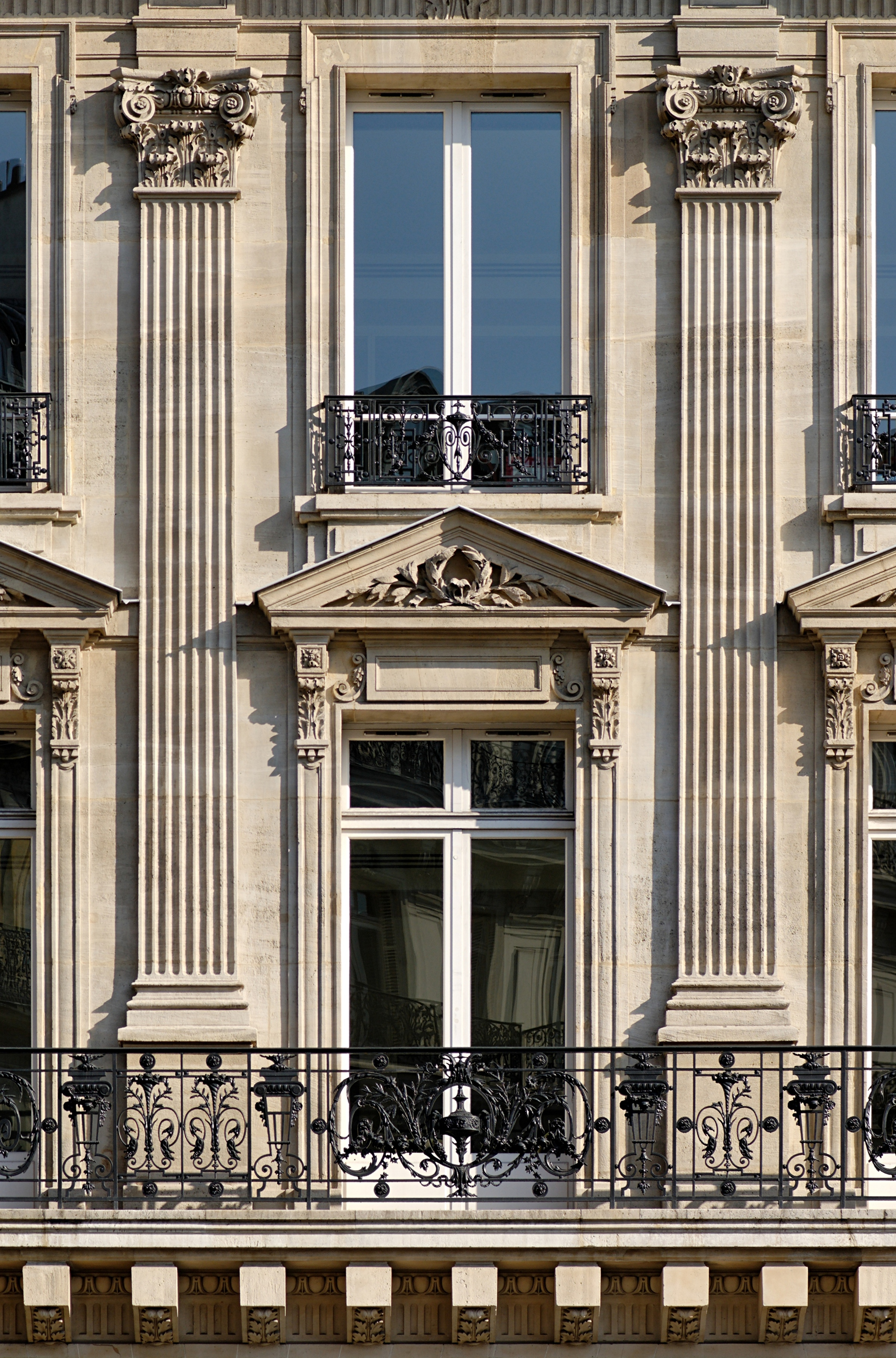
Ordinul colosal al unor pilaștri compoziți. Primul și al doilea etaj al unei clădiri din secolul XIX, 8 Avenue de l'Opéra (Paris)
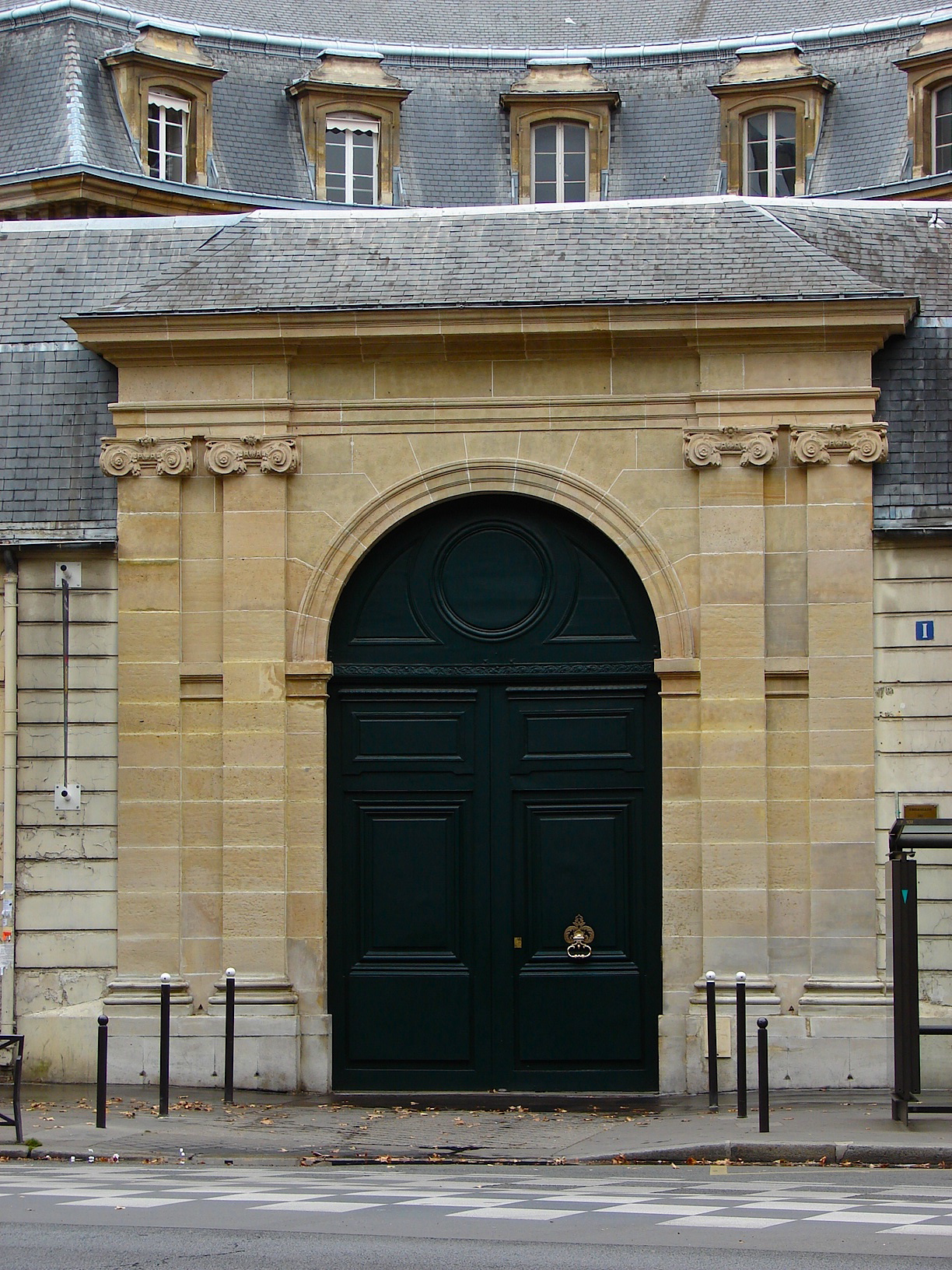
Ușă între două perechi de pilaștri ionici în Paris
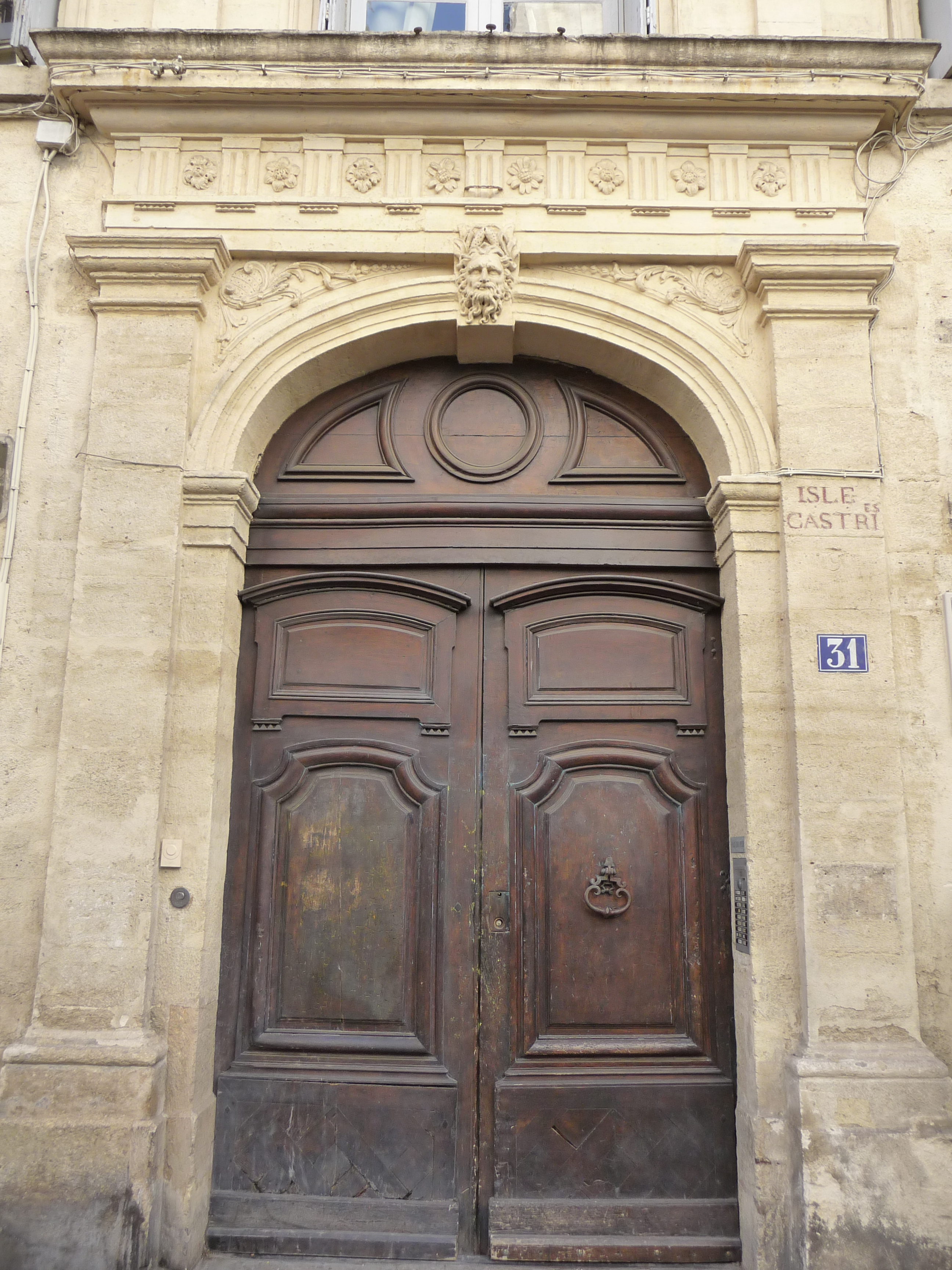
Ușă între o pereche de pilastri dorici în Montpellier (Franța)
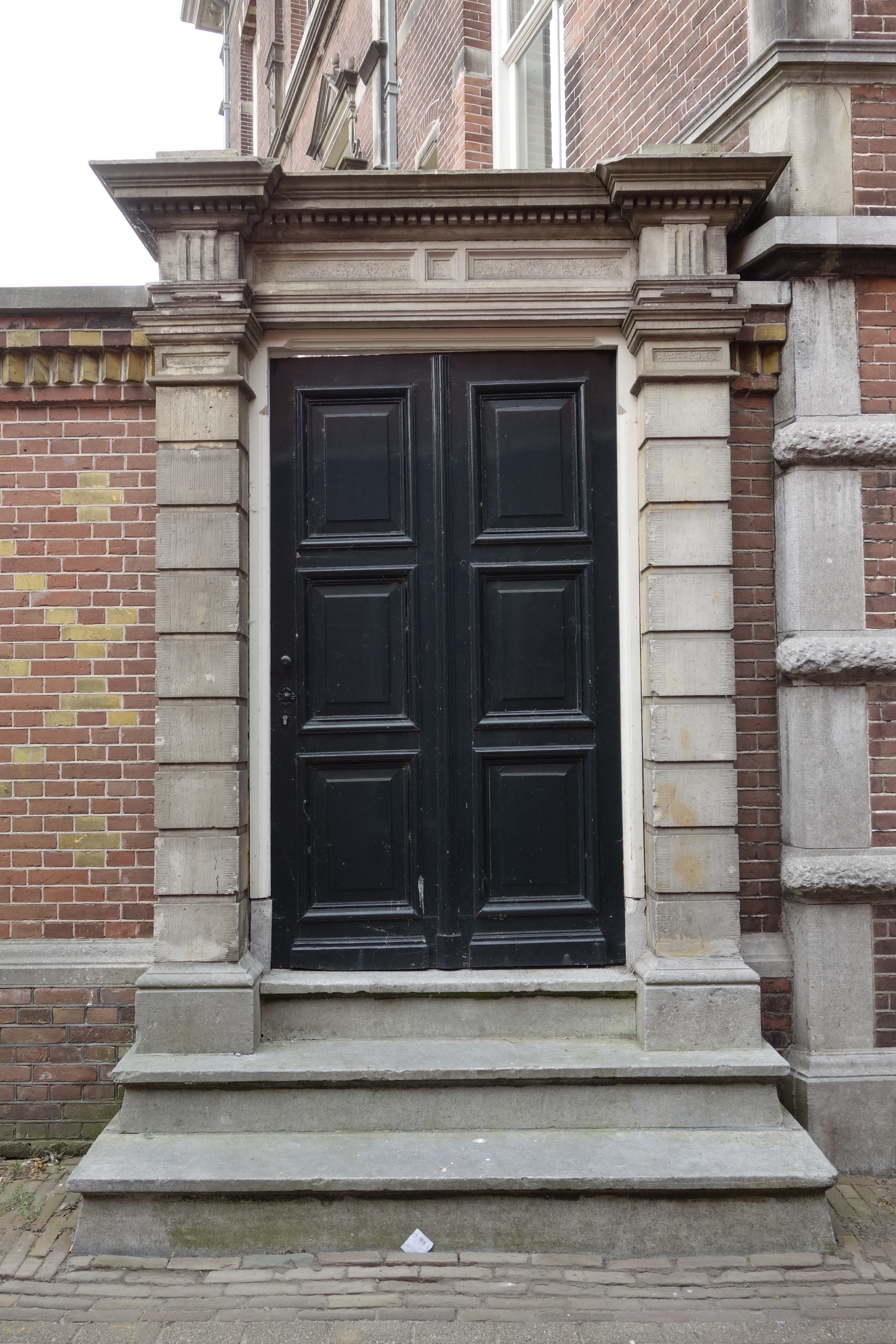
Ușă între o pereche de pilaștri dorici, în Enkhuizen (Țările de Jos)
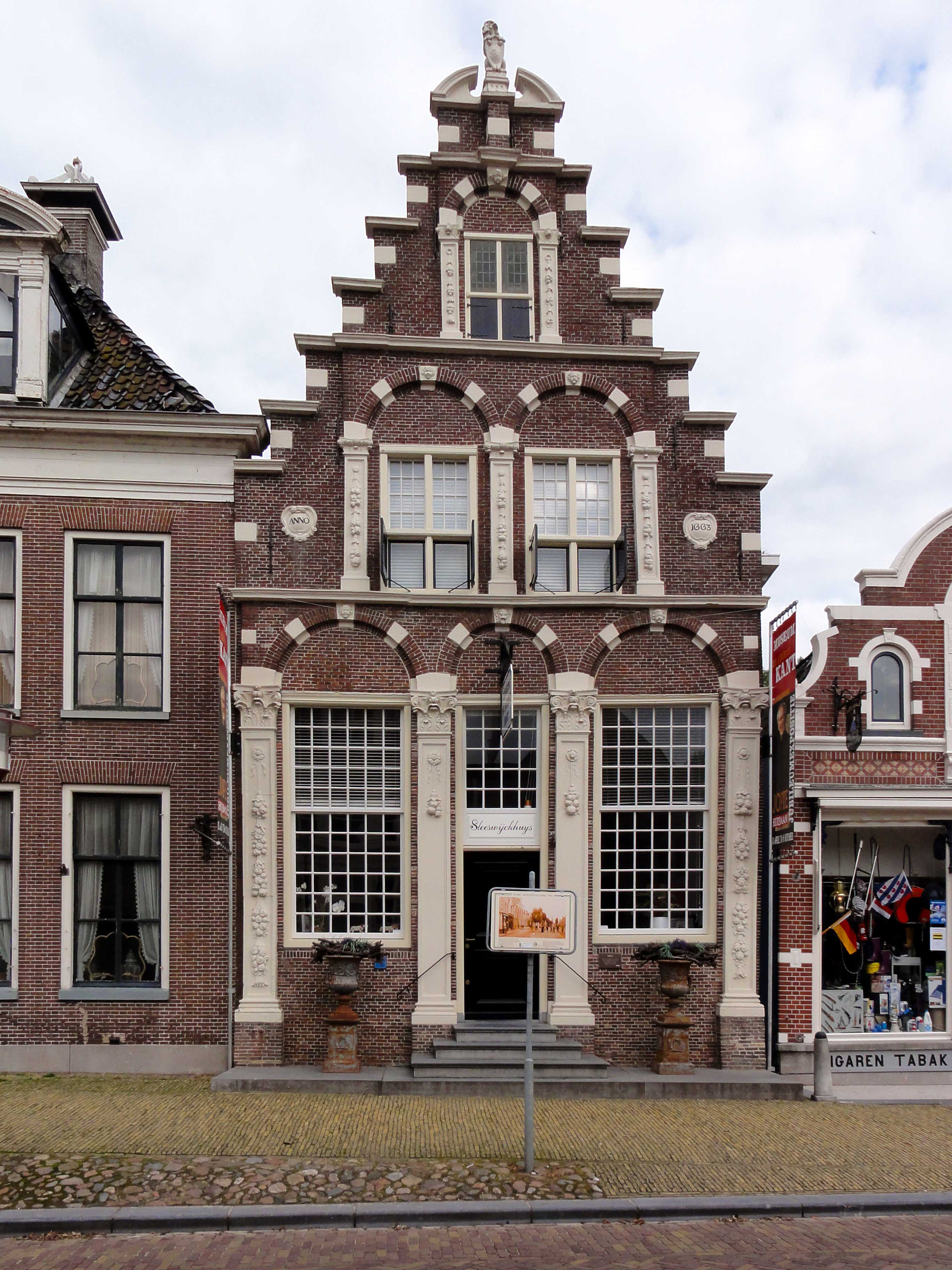
Casă din 1663, decorată cu pilaștri corintici, în Workum (Țările de Jos)
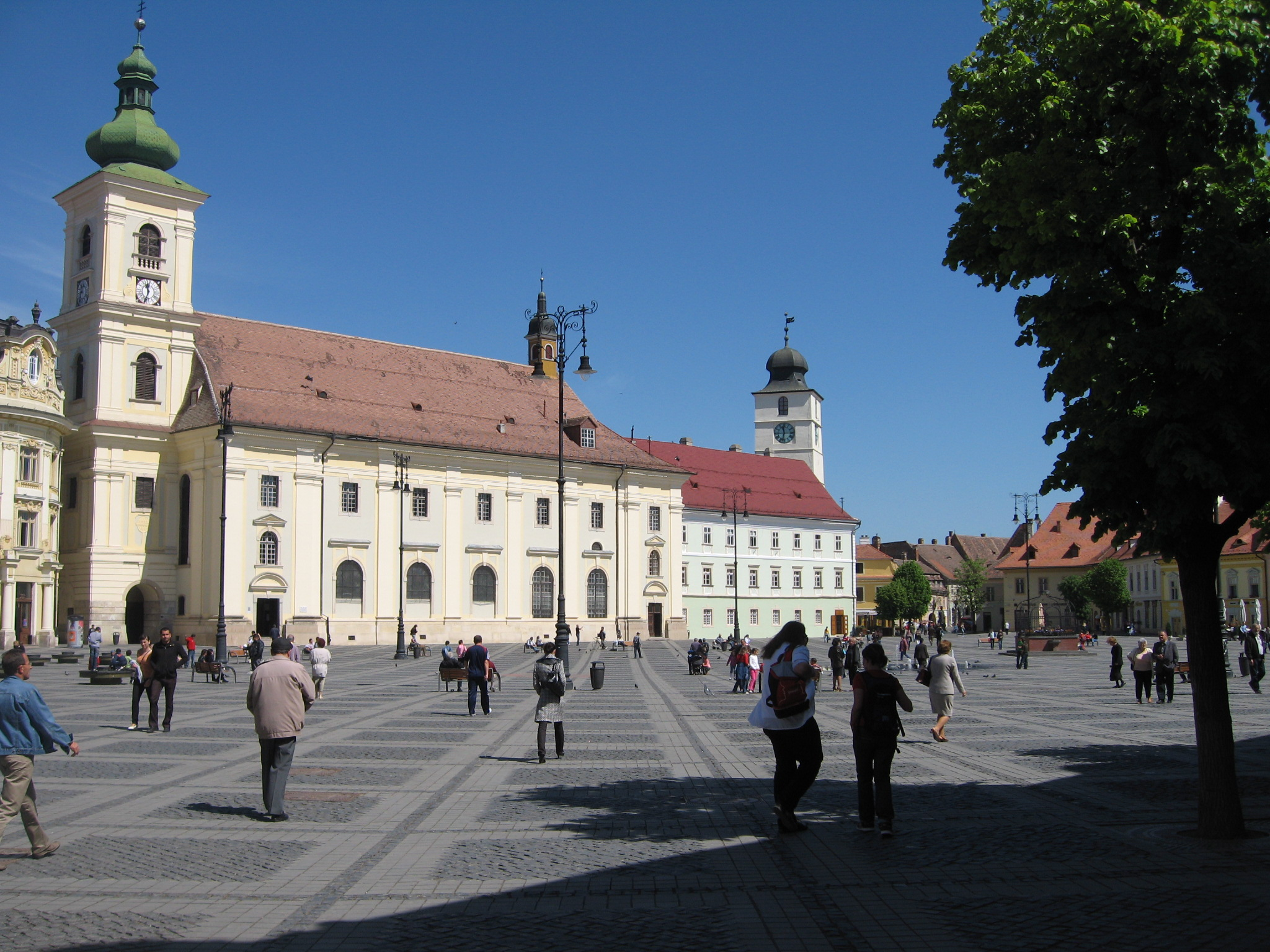
Pilaștri dorici pe Biserica Iezuiților din Sibiu
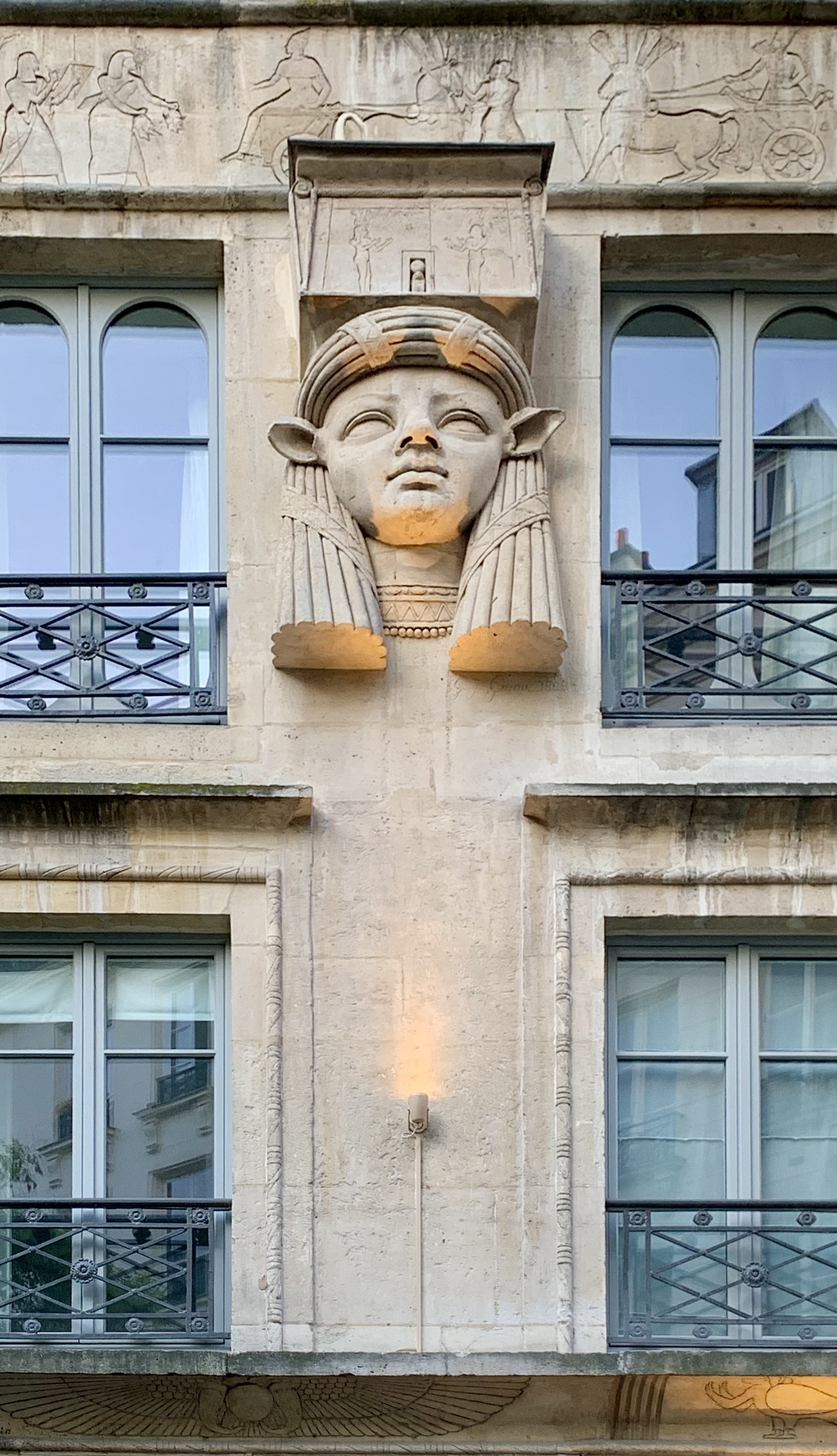
Pilastru neoegiptean cu capitel hatoric pe Clădirea Foire du Caire (Paris)

## Legături externe
Materiale media legate de pilastru la Wikimedia Commons